# Луїджі Мотта
Луїджі Мотта (італ. Luigi Motta; 11 липня 1881, Буссоленго, Верона — 18 грудня 1955, Мілан) — італійський письменник, автор пригодницьких романів, відомий, зокрема, продовженням історій Еміліо Сальгарі про Сандокана, який веде боротьбу проти гнобителів малайських тубільців.

## Біографія
У 1900 році його перший роман «Флагелатори океану» (італ. I flagellatori dell'oceano) здобув першу премію на конкурсі, організованому Донатом Генуезьким, видавцем творів Еміліо Сальгарі. Донат написав розлогу передмову, і Мотта присвятив йому роман. Під опікою свого земляка Сальгарі побудував успішну кар'єру, яка дозволила йому мати певні фінансові полегшення. Луїджі заснував згодом у Вероні журнал про подорожі та пригоди «Intorno al Mondo» (укр. Навколо світу). Він опублікував численні пригодницькі романи (понад 100), деякі з яких були написані різними авторами, яких у ті роки було чимало. Він також опублікував серію апокрифічних романів, написаних у співавторстві з Еміліо Сальгарі, але насправді написаних Моттою або Еміліо Моретто.
Мотта, загалом обмежуючись наслідуванням Сальгарі, все ж поставив собі за мету «надати пригодницькому роману наукового відтінку», розмістившись між Верном і По, і, на думку деяких, продемонстрував певну незалежну риску у своїх науково-фантастичних оповіданнях.
Роман «Принцеса троянд» (італ. La principessa delle rose) був опублікований у 1911 році, а написаний Моттою трьома роками раніше. Після романів про війну майбутнього того часу, про необхідність європейського переозброєння та про «жовту небезпеку», це політична фантастика, дія якої відбувається у двадцять першому столітті й описує розвиток конфлікту, що ведеться за допомогою зброї майбутнього проти азійської конфедерації, яка є ворогом Заходу.
Мотта опублікував кілька творів зі своїм співавтором Калоджеро Чанчіміно, найвідоміший з яких — «Висихання Середземномор'я» (італ. Il prosciugamento del Mediterraneo) (1923), дія якого відбувається в майбутньому, в 1956 році. Він також редагував єдину добре охарактеризовану збірку наукової фантастики першої половини століття, велику «Бібліотеку фантастики італійських письменників» (1907), в якій опублікував дві серії з восьми шістнадцятисторінкових брошур, присвячених творам наукової фантастики, фентезі, жахів та реалізму італійських авторів, навіть під іноземними псевдонімами.
Під час Другої світової війни він був ув'язнений за допомогу втікачам-британцям. На півдорозі між Палаццоло і Буссоленго він володів родинним будинком у селі Монтемаріно, який, можливо, використовувався для таких операцій. Його спогади про цей період були записані в автобіографії, одній з його останніх робіт, опублікованій посмертно у 2010 році.

## Твори

### Найвідоміші романи
- I misteri del Mare Indiano (1903, Таємниці Індійського моря),
- I devastatori della Polinesia (1905, Мародери Полінезії),
- Il vortice del sud (1906, Південний вихор),
- L'onda turbinosa (1908, Бурхлива течія),
- Il dominatore della Malesia (1909, Правитель Малайї),
- La principessa delle rose (1911, Королева Сходу),
- l tunnel sottomarino (1911, Підводний тунель),
- Fiamme sul Bosforo (1913, Босфор у вогні),
- I tesori del Maëlstrom (1918, Скарби Маельстрема),
- L'albatros fuggente (1923, Альбатрос, що втікає),
- Il faro dell'Isola dei Gabbiani (1924, Маяк на острові Рек),
- I cacciatori del Far West (1925, Мисливці Далекого Заходу), продовження трилогії Сальгарі «Червоні».
- Il prosciugamento del Mediterraneo (1931, Висихання Середземномор'я), у співавторстві з Калоджеро Чанчіміно.
- La nave senza nome (1931, Корабель без назви), у співавторстві з Калоджеро Чанчіміно.
- Il nemico di Buffalo Bill (1934, Ворог Буффало Білла), у співавторстві з Калоджеро Чанчіміно.

### Продовження оповідань Еміля Сальгарі
- La tigre della Malesia (1927, Малайський тигр),
- La gloria di Yanez (1927, Слава Янеса),
- Lo scettro di Sandokan (1927, Правитель Сандокану),
- Addio Mompracem! (1929),
- Sandokan rajah della jungla nera (1951, Сандокан, раджа чорних джунглів).